# Соломонски долар
Соломонски долар је званична валута на Соломонским Острвима. Скраћеница тј. симбол за долар је $ или SI$ а међународни код SBD. Долар издаје Централна банка Соломонских Острва. У 2009. години инфлација је износила 3,4%. Један долар се састоји од 100 цента.
Уведена је 1977. када је заменио аустралијски долар.
Постоје новчанице у износима 5, 10, 20, 50 и 100 долара и кованице у износима од 10, 20 и 50 центи и од 1 и 2 долара.